# Акватипия
Акватипия (итал. aqua — вода, др.-греч. τύπος — отпечаток) — техника печати гравюры на металле: офорта, «сухой иглы» или акватинты водяными красками на основе сухих порошковых минеральных пигментов. Обычно для этой цели используют гуашь или темперу.
Полученный таким способом отпечаток мягкостью тона и прозрачностью напоминает акварель, отсюда название. Такой способ печати и термин ввёл в употребление в 1930-х годах русский гравёр И. Н. Павлов. Недостатком акватипии является её хрупкость и слабая светостойкость: как и в акварели, яркость красок акватипии быстро слабеет. Замечательные примеры произведений в этой редкой технике демонстрировали художники Е. С. Кругликова, В. В. Лебедев и К. И. Рудаков.
В современном творчестве, в частности в преподавании изобразительного искусства детям, используют предельно упрощённую форму: рисование кистью и красками на стекле или пластике и отпечаток вручную на бумагу. Такой отпечаток, как правило, требует доработки пером, кистью или фломастером. В подобных случаях «детскую водную акватипию» путают с другой техникой: монотипией, где работа ведётся масляной или типографской краской с последующей печатью на офортном станке. Такое сравнение недопустимо, несмотря на внешнее сходство приёмов.